# 黃泥塘
黃泥塘，是臺灣桃園市龍潭區的一個傳統地域名稱，也是全區行政中心所在地，位於該區東北部。相較於今日行政區，其範圍大致包括黃唐里不含西南端凸出部分及東南端中興路416巷以東地區、永興里不含最東端、中山里不含北部兩塊凸出部分。
本地區西南部已發展成為龍潭市區的一部分。

## 歷史
台灣清治末期至日治初期，黃泥塘地區為一街庄，稱為「黃泥塘庄」，隸屬於桃澗堡。該庄西及西北與烏樹林庄為鄰，北與山仔頂庄、東勢庄為鄰，東邊及南邊東段為九座藔庄，南邊西段為四方林庄、龍潭陂庄，西南邊一小段與竹窩仔庄為界。
1901年（日治明治三十四年）11月，全台設置二十廳，該庄隸屬於桃仔園廳。1903年（明治三十六年），改名桃園廳。1909年（明治四十二年）10月，合併二十廳為十二廳，該庄隸屬不變。1920年（大正九年），廢十二廳改設五州二廳，該庄改制為「黃泥塘」大字，隸屬於新竹州大溪郡龍潭庄。
戰後龍潭庄改制為龍潭鄉，隸屬於新竹縣，大字亦改制為村。1950年桃、竹、苗分治，龍潭鄉改隸屬於桃園縣。2014年12月，桃園縣升格為直轄桃園市，龍潭鄉改制為龍潭區，村亦改制為里。

## 交通
省道台3線（中興路、北龍路、中正路、中豐路中山段）俗稱「內山公路」，是台北至屏東的內陸縱貫幹道，大致以東北東—西南西走向轉東南—西北走向再轉東北—西南走向經過黃泥塘地區南部，向東北東可前往大溪、三峽、土城等地，向西南轉南再轉西南可前往關西、橫山、竹東下公館等地。
市道113號（中豐路、中正路）是大園至龍潭十一份的道路，大致以縱向轉西北—東南走向再轉縱向再轉北北西—南南東走向經過本地區西南部。由此道路向北可前往中壢、青埔、大園等地，向南可前往三角林、十一份並止於省道台3乙線路口。
市道113甲線（福龍路二段～三段、華南路一段）是中壢至龍潭的道路，其南側端點位於本地區西南部省道台3線路口。由此向北北西轉北北東蜿蜒而行，可前往東勢、北勢、中壢市區並止於龍岡路一段路口。
市道113乙線（大昌路二段）是「龍潭交流道連絡道」，其北側端點位於本地區南部的省道台3線路口。由此向南南東轉南經龍潭交流道後，轉向西南並止於市道113號路口。
區道桃75線（成功路）是平鎮東勢至黃泥塘的道路，其南側端點位於本地區東南部省道台3線路口。由此向北轉北北東蜿蜒而行可前往北鄰東勢地區並止於市道113甲線路口。
區道桃73線（聖亭路）是埔心至三角林的道路，其南側端點位於本地區西南端邊界處的省道台3線路口。由此向西北轉北可前往八張犁、平安鎮、草湳陂的埔心聚落並止於省道台1線路口。

## 學校
- 武漢國中

## 公園
- 龍潭運動公園